# 세균성 질염
세균성 질염 (bacterial vaginosis, BV), 또한 질증 세균병 또는 가드넬라 질염으로 알려져 있으며, 과도한세균으로 인한질 질병에 속한다. 일반 증상에서 보면 보통 질 분비물이 증가하며 물고기 냄새가 난다. 분비물은 일반적으로 백색 또는 회색을 띤다. 뜨거운 배뇨가 발생할 수 있다. 가려운 증상은 별로 없다. Occasionally증상이 없는 겨우가 아주 드물다. 세균성 질염에 걸리면HIV/AIDS를 포함한 기타성적 접촉에 의한 감염과 같은 많은 감염이 발생할 수 있는 위험이 증가된다. 또한 임산부 가운데서 조산이 발생할 수 있는 위험도 증가된다.

## 원인 및 진단
BV는 질에서 자연적으로 발생하는 세균의 불균형으로 의하여 초래된다. 가장 일반적 유형의 세균에 변화가 발생하고 있으며 현재 세균의 총 수량이 수백 배 수천 배로 증가하고 있다. 위험 요소에는 생활 불균형, 질 세정, 새로운 성교 대상이거나 여러 명의 성교 대상, 항생물질, 자궁내 피임 기구를 사용하는 이들이 포함된다. 하지만, 성적 접촉에 의한 감염을 일반적인 원인으로 보기는 어렵다. 증상에 따라 진단이 의심될 경우, 질 분비물을 테스트하고 정상치 이상의 질산도와 대량의 세균을 찾아냄으로써 진단을 확인할 수도 있다. BV는 일반적으로질의 진균 감염 또는 질편모충 감염과 혼동될 수 있다.

## 예방 및 치료
일반적으로, 항생제, 클린다마이신 또는 메트로니다졸을 이용하여 치료를 진행한다. 이러한 약물 치료법은 또한 임신 두 번째 삼개월 또는 세 번째 삼개월에 이용될 수도 있다. 일반적으로 컨디션은 치료법에 따라 다시 발생할 수 있다. 생균제를 복용하면 다시 재발하는 것을 방지하는 데 도움이 될 수 있다. 생균제거나 항생제를 복용하면 임신 결과에 영향을 미치게 되는지 그 여부에 대하여 확실하지는 않다.

## 전염병학 및 역사
BV는 생식 연령 여성에게 있어서 가장 일반적인 질 감염이다. 지정된 시간에 영향을 받은 여성의 백분율은 5%와 7% 사이이다. BV는 아프리카에서 가장 많이 발생하고 아시아와 유럽에서 가장 드물게 발생한다. 미국에서는 14세와 49세 사이의 여성들 중 약 30%가 영향을 받는다. 한 국가 이내에서 인종 집단에 따라 비율에서 상당히 큰 차이를 보인다. BV와 같은 증상은 역사상 기록에서 많이 설명되었지만 1894년에 제일 처음으로 명확히 설명한 기록이 남아있다.